# 2021年烏克蘭未遂政變指控
2021年11月，烏克蘭高層官員披露一項計劃在12月初推翻該國民主選舉政府的陰謀，並指稱這宗政變未遂是由俄羅斯所策劃。俄羅斯政府則否認涉及其中。數月之後，俄羅斯入侵烏克蘭，推翻烏克蘭政府成為其目標之一。

## 背景
2014年，俄羅斯支持的烏克蘭總統維克多·亞努科維奇在廣場革命中被推翻。2019年，弗拉基米爾·澤連斯基以壓倒性票數當選總統，但在執政超過兩年後，他的支持率大幅下滑。澤連斯基上任時承諾解決與頓巴斯分離主義者的戰爭，並試圖修補與俄羅斯的關係，但隨後他對烏克蘭境內的親俄政治派別採取更強硬的立場。
自2021年4月起，俄羅斯開始在烏克蘭邊境附近集結軍隊和裝備，引發烏克蘭可能被俄羅斯入侵的擔憂。集結的軍隊的一度減少，但俄軍在2021年9月下旬恢復軍事集結。根據美國數據，這次重新集結最終達到190000名士兵，這是自第二次世界大戰結束以來俄羅斯最大規模的動員；其最終在2022年演變成俄羅斯入侵烏克蘭。

## 未遂政變指控
2021年11月26日，澤連斯基在新聞發佈會上披露一項計劃在12月1日至2日推翻烏克蘭政府的陰謀。澤連斯基表示，烏克蘭情報部門獲得來自俄羅斯人士的音頻記錄，這些人討論招募烏克蘭首富里納特·艾哈邁托夫參與政變。該陰謀據稱涉及俄羅斯和烏克蘭的策劃者。澤連斯基並未詳述這項政變計劃的全部內容，也未明確表示他是否認為俄羅斯在背後策劃，他說：「對不起，我不能談這個。」
幾天後，烏克蘭總理傑尼斯·什梅加爾指責俄羅斯策劃該未遂政變計劃，稱俄羅斯「絕對」在背後操控，並根據烏克蘭情報部門的說法，「外部勢力」正試圖影響烏克蘭反對派，煽動基輔的抗議活動，策劃一場騷亂和政變。
一名接近澤連斯基的顧問表示，幾周前，烏克蘭從美國收到情報，顯示會有一場可能涉及烏克蘭寡頭的「破壞內部穩定行動」。

## 回應
俄羅斯政府否認參與所謂的政變陰謀。克里姆林宮發言人德米特里·佩斯科夫發表聲明稱：「我們從來不參與這種事情」。
艾哈邁托夫回應指控時稱：「弗拉基米爾·澤連斯基所公佈的關於企圖將我捲入政變的信息是徹底的謊言。我對這種謊言的傳播感到憤怒，不論總統的動機是什麼。」 
美國歐洲和歐亞事務助理國務卿表示，美國官員正在與烏克蘭同僚接觸，以獲取更多關於政變指控的信息。

## 後續
在澤連斯基概述政變陰謀的當天，烏克蘭的主權美元債券跌至一年多來的最低水平，烏克蘭債務保險成本也大幅上升。
2022年2月，俄羅斯發動對烏克蘭的侵略，試圖攻佔基輔並推翻烏克蘭政府。侵略開始時，俄羅斯總統弗拉基米爾·普京呼籲烏克蘭軍隊停止抵抗，並起義推翻烏克蘭政府。根據烏克蘭情報部門的說法，俄羅斯計劃在攻佔基輔後重新任命在廣場革命中逃離烏克蘭的親俄前總統亞努科維奇為烏克蘭總統。
根據美國情報機構向媒體透露的消息，俄羅斯在2022年入侵烏克蘭前已制定「正式」打擊名單，以便發起逮捕或暗殺行動，試圖消除可能挑戰佔領當局的未來反對勢力，目標顯然是「任何可能挑戰俄羅斯議程的人」。 
在俄羅斯入侵的最初幾天，美國政府提出將澤連斯基從基輔撤離，因為據美國稱他是俄羅斯的「主要目標」；澤連斯基拒絕這一提議。在俄羅斯入侵後，美國和烏克蘭的歐洲盟友開始討論如何確保澤連斯基政府的安全，制定在澤連斯基政府被迫逃離烏克蘭時建立流亡政府的應急計劃，以及如何確保澤連斯基被殺害或被俘虜時的繼任順序。
在俄羅斯入侵初期，大約400名瓦格納集團僱傭兵被派往基輔執行暗殺任務，名單上列有23名烏克蘭高級官員（澤連斯基位列首要目標）。俄羅斯還派遣車臣共和國特種部隊到基輔，試圖在戰爭初期暗殺澤連斯基。

## 另見
- 2016年黑山未遂政變指控
- 2022年德國未遂政變
- 2023年摩爾多瓦未遂政變